# A Coruña
A Coruña (španělsky La Coruña; galicijsky a oficiálně pouze A Coruña; portugalsky a v neoficiálním galicijském pravopisu Corunha) je přístavní město v Galicii, zemi a autonomním společenství na severozápadě Španělska. S přibližně 249 tisíc obyvateli je po Vigu druhým největším městem Galicie. Je sídlem provincie A Coruña a některých významných institucí, např. Galicijské královské akademie.
Ve městě se nachází Univerzita A Coruña.

## Hospodářství
A Coruña je důležitý obchodní a rybářský přístav. Ve městě je průmysl hutnický, výroba hliníku, chemický (rafinerie ropy), zpracování ryb a tabáku. Ve městě je také sídlo světové oděvní firmy Zara.

## Zajímavosti
- Torre de Hércules - nejstarší dosud činný maják na světě, vybudovaný v římském období
- Ferrol - nedaleký velký přístav, rodiště generála Franca

## Osobnosti města
- José Millán Astray (1879–1954), zakladatel a první velitel Španělské cizinecké legie[2]
- Fernando Rey (1917–1994), španělský herec[3]
- Luis Suárez Miramontes (1935–2023), španělský fotbalový záložník, trenér, držitel Zlatého míče za rok 1960[4]
- Amancio Ortega (* 1936), španělský podnikatel, miliardář a zakladatel Inditexu[5]
- Amancio Amaro (1939–2023), španělský fotbalový záložník[6]
- Lucas Pérez (* 1988), španělský fotbalový útočník[7]

## Partnerská města
- Cádiz, Španělsko
- Recife, Brazílie

## Sport
- Deportivo de La Coruña – fotbalový klub, který své domácí zápasy hraje na stadionu Estadio Municipal de Riazor
- A Coruña bylo jedním z měst, které hostilo Mistrovství světa ve fotbale 1982

## Fotogalerie

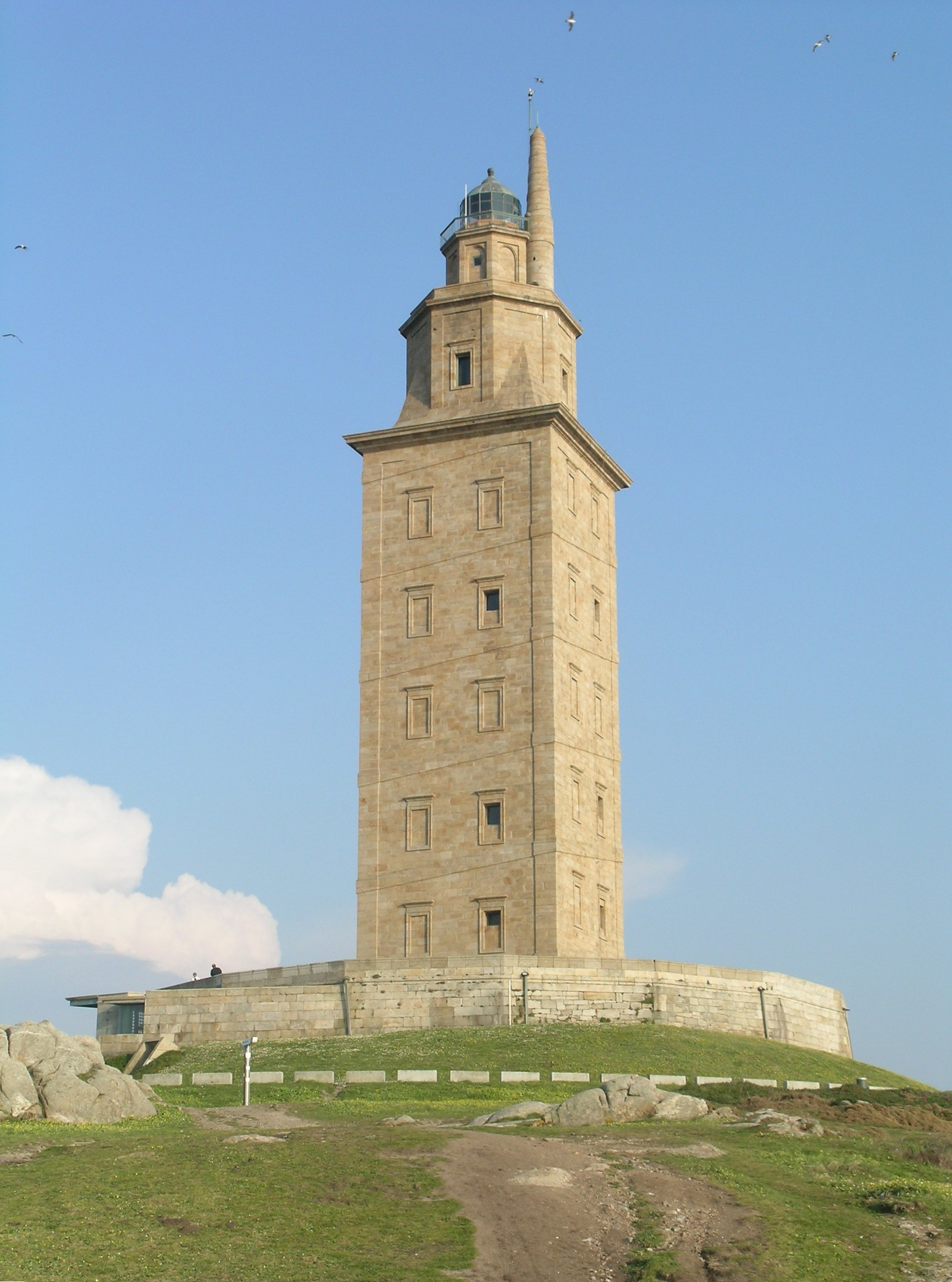
Herkulova věž
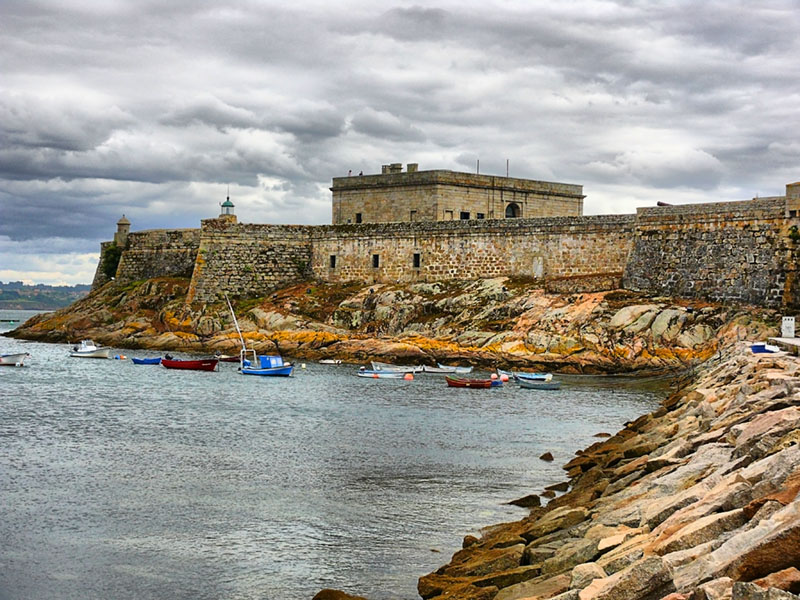
Castillo San Anton
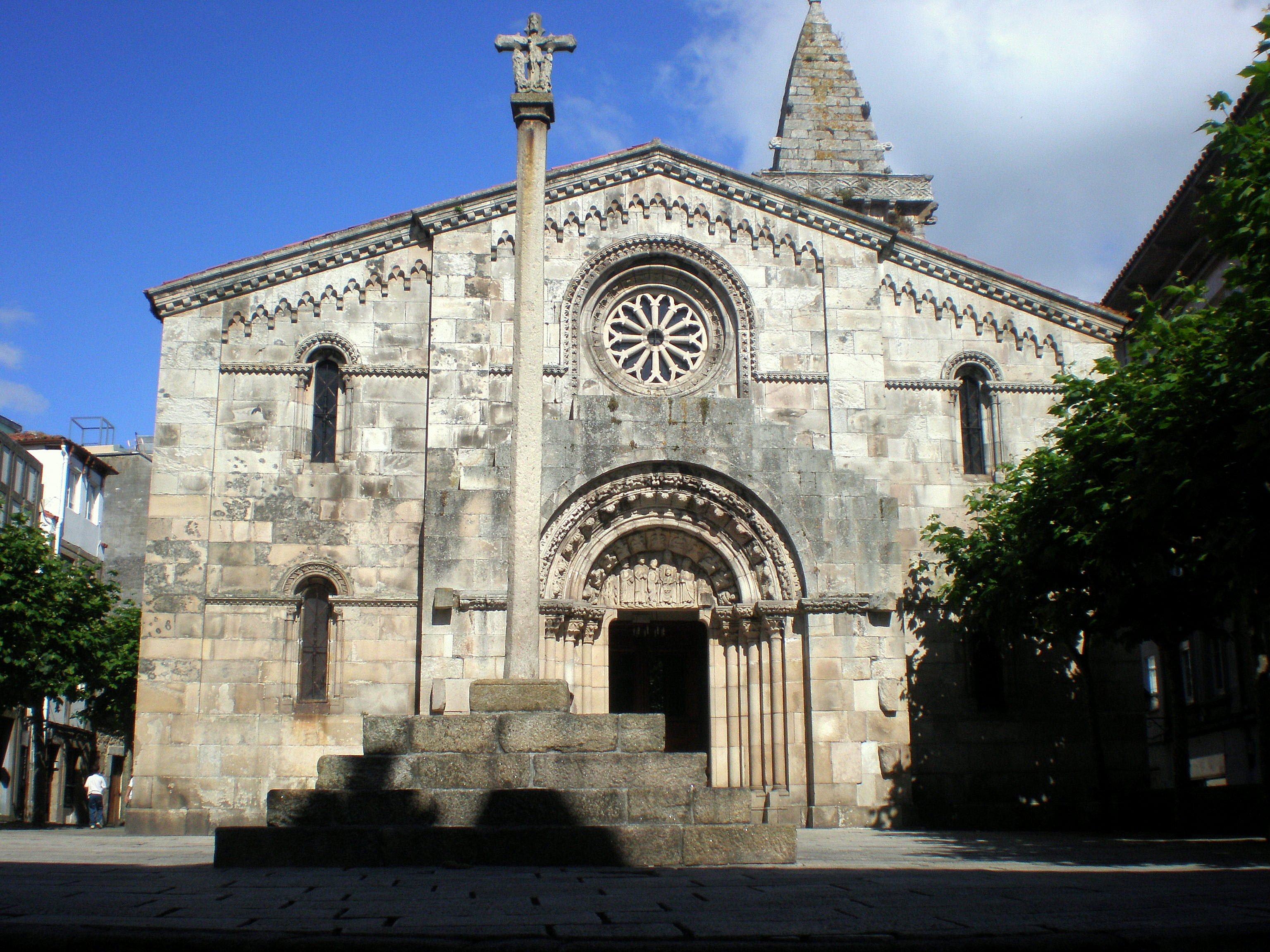
Kapitulní kostel P. Marie
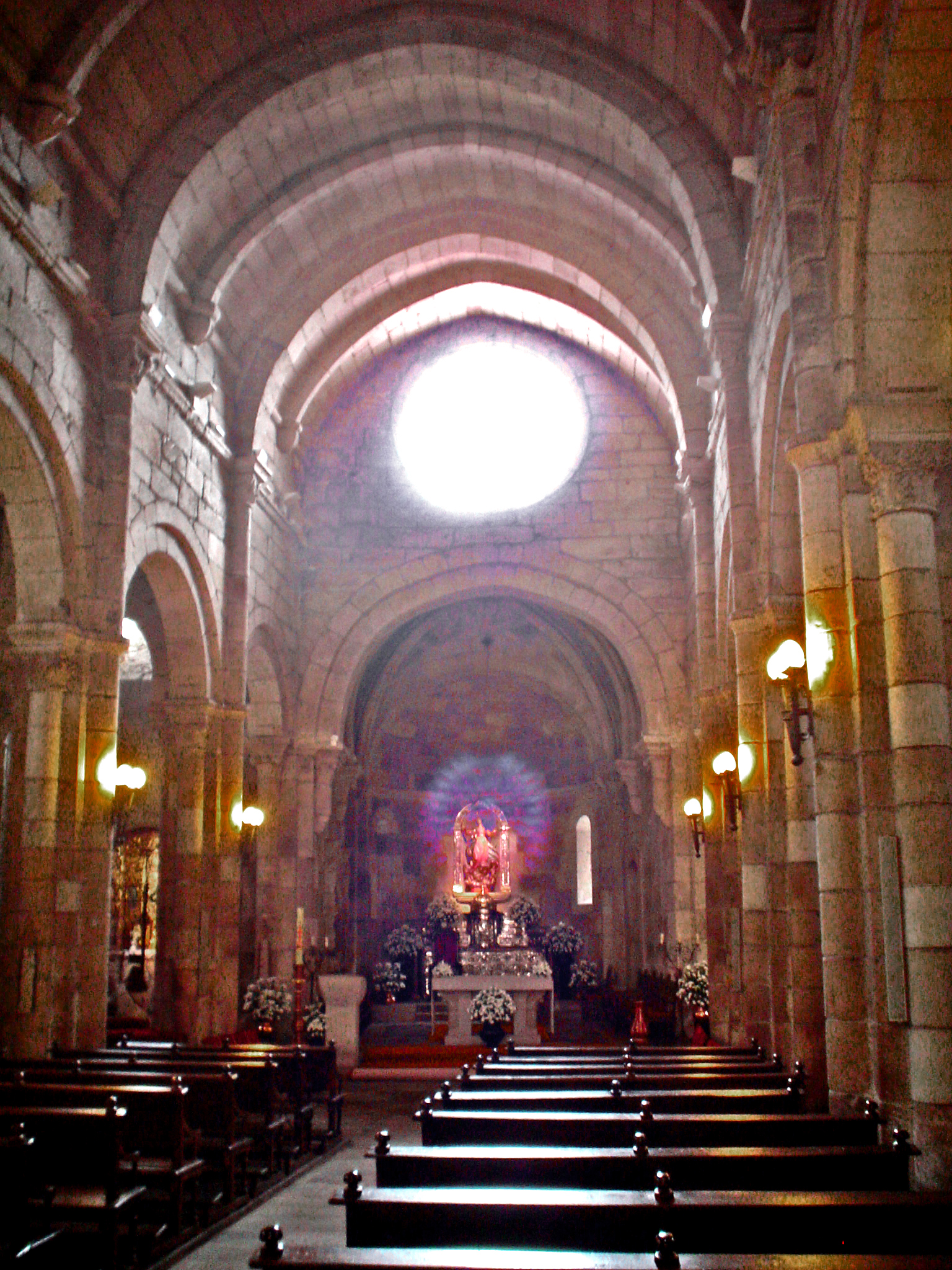
Kostel P. Marie, interiér
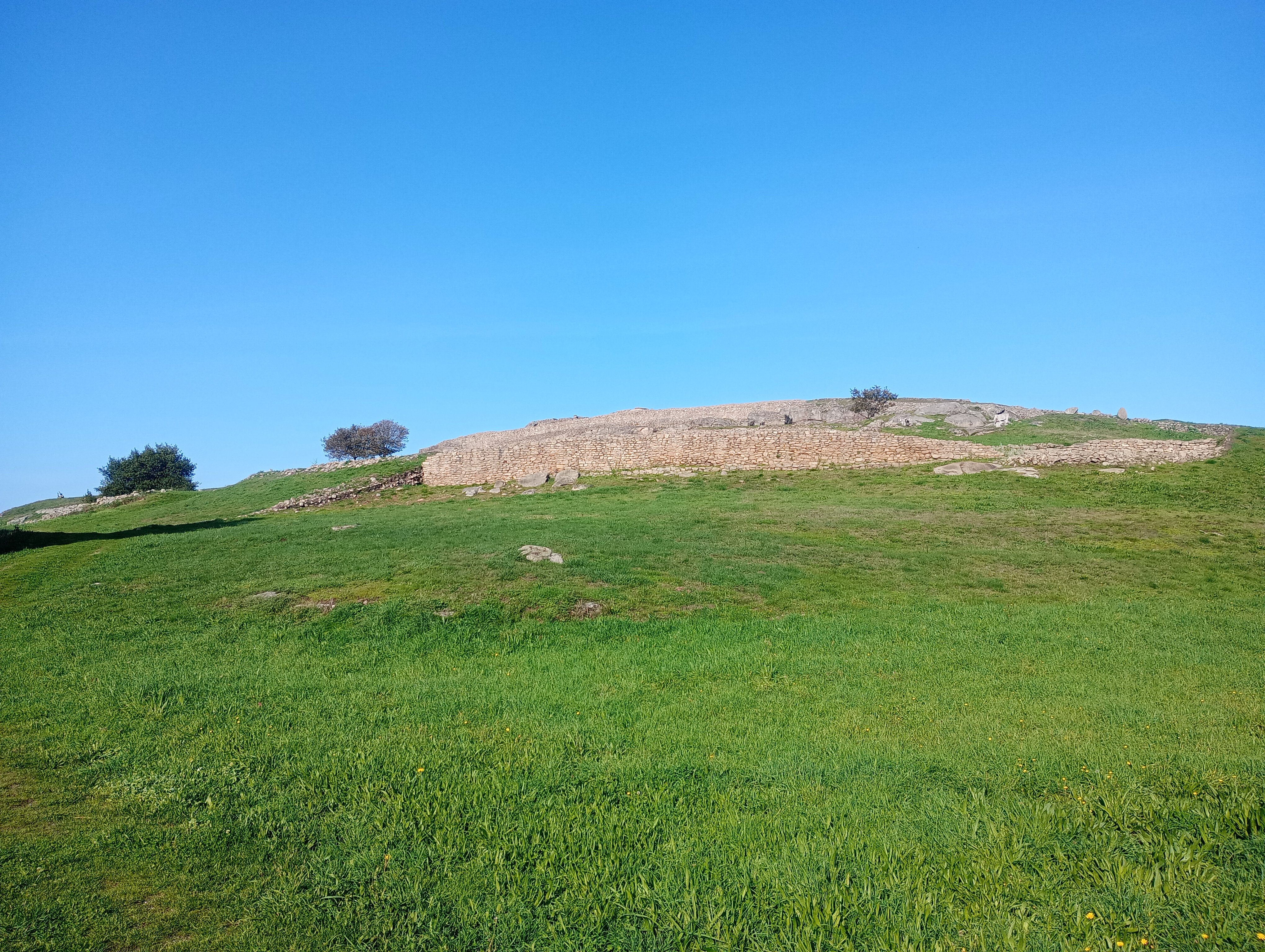
Castro de Elviña